# Członkowie hokejowego Hall of Fame (alfabetycznie)
To jest lista wszystkich członków Hockey Hall of Fame znajdującego się w Toronto posortowana alfabetycznie. Aby zobaczyć listę ułożoną chronologicznie

## A
- Sid Abel – zawodnik
- Charles Adams – działacz
- Jack Adams – zawodnik
- Weston Adams – działacz
- Frank Ahearn – działacz
- Glenn Anderson – działacz
- Dave Andreychuk – zawodnik
- H. Montagu Allan – działacz
- Keith Allen – działacz
- Syl Apps – zawodnik
- Al Arbour – działacz
- George Armstrong – zawodnik
- Neil Armstrong – sędzia
- John Ashley – sędzia

## B
- Ace Bailey – zawodnik
- Dan Bain – zawodnik
- Hobey Baker – zawodnik
- Harold Ballard – działacz
- Bill Barber – zawodnik
- Marty Barry – zawodnik
- Andy Bathgate – zawodnik
- Bobby Bauer – zawodnik
- Father David Bauer – działacz
- Ed Belfour – zawodnik
- Jean Béliveau – zawodnik
- Clint Benedict – zawodnik
- Doug Bentley – zawodnik
- Max Bentley – zawodnik
- Gary Bettman – działacz
- J.P. Bickell – działacz
- Rob Blake – zawodnik
- Toe Blake – zawodnik
- Leo Boivin – zawodnik
- Dickie Boon – zawodnik
- Mike Bossy – zawodnik
- Emile Bouchard – zawodnik
- Buck Boucher – zawodnik
- Frank Boucher – zawodnik
- Ray Bourque – zawodnik
- Johnny Bower – zawodnik
- Dubbie Bowie – zawodnik
- Scotty Bowman – działacz
- Frank Brimsek – zawodnik
- Punch Broadbent – zawodnik
- Turk Broda – zawodnik
- Martin Brodeur – zawodnik
- Herb Brooks – działacz
- George Brown – działacz
- Walter A. Brown – działacz
- Frank Buckland – działacz
- Johnny Bucyk – zawodnik
- Billy Burch – zawodnik
- Pawieł Bure – zawodnik
- Pat Burns – działacz
- Walter Bush – działacz
- Jack Butterfield – działacz

## C
- Frank Calder – działacz
- Harry Cameron – zawodnik
- Angus Campbell – działacz
- Clarence Campbell – działacz
- Guy Carbonneau – zawodnik
- Joseph Cattarinch – działacz
- Bill Chadwick – sędzia
- Walerij Charłamow – zawodnik
- Gerry Cheevers – zawodnik
- Gerry Cheevers – zawodnik
- Ed Chynoweth – zawodnik
- Dino Ciccarelli – zawodnik
- King Clancy – zawodnik
- Dit Clapper – zawodnik
- Bobby Clarke – zawodnik
- Sprague Cleghorn – zawodnik
- Paul Coffey – zawodnik
- Neil Colville – zawodnik
- Charlie Conacher – zawodnik
- Lionel Conacher – zawodnik
- Roy Conacher – zawodnik
- Alex Connell – zawodnik
- Bill Cook – zawodnik
- Bun Cook – zawodnik
- Murray Costello – działacz
- Art Coulter – zawodnik
- Yvan Cournoyer – zawodnik
- Bill Cowley – zawodnik
- Rusty Crawford – zawodnik

## D
- John D’Amico – sędzia
- Leo Dandurand – działacz
- Jack Darragh – zawodnik
- Scotty Davidson – zawodnik
- Hap Day – zawodnik
- Alex Delvecchio – zawodnik
- Cy Denneny – zawodnik
- Jim Devellano – zawodnik
- Frank Dilio – działacz
- Marcel Dionne – zawodnik
- Clare Drake – działacz
- Gordon Drillon – zawodnik
- Charles Drinkwater – zawodnik
- Ken Dryden – zawodnik
- George Dudley – działacz
- Dick Duff – zawodnik
- Woody Dumart – zawodnik
- Tommy Dunderdale – zawodnik
- James Dunn – działacz
- Bill Durnan – zawodnik
- Mervyn Dutton – zawodnik
- Babe Dye – zawodnik

## E
- Alan Eagleson – zapowiedziany jako działacz, zrezygnował z powodu oskarżeń go o łamanie prawa
- Chaucer Elliott – sędzia
- Phil Esposito – zawodnik
- Tony Esposito – zawodnik

## F
- Arthur Farrel – zawodnik
- Bernie Federko – zawodnik
- Wiaczesław Fietisow – zawodnik
- Siergiej Fiodorow – zawodnik
- Fernie Flaman – zawodnik
- Cliff Fletcher – działacz
- Peter Forsberg – zawodnik
- Frank Foyston – zawodnik
- Emile Francis – działacz
- Ron Francis – zawodnik
- Frank Fredrickson – zawodnik
- Grant Fuhr – zawodnik

## G
- Bill Gadsby – zawodnik
- Bob Gainey – zawodnik
- Charlie Gardiner – zawodnik
- Herb Gardiner – zawodnik
- Jimmy Gardner – zawodnik
- Mike Gartner – zawodnik
- Bernie „Boom Boom” Geoffrion – zawodnik
- Eddie Gerard – zawodnik
- Eddie Giacomin – zawodnik
- Jack Gibson – działacz
- Rod Gilbert – zawodnik
- Clark Gillies – zawodnik
- Billy Gilmour – zawodnik
- Doug Gilmour – zawodnik
- Moose Goheen – zawodnik
- Ebbie Goodfellow – zawodnik
- Tommy Gorman – działacz
- Michel Goulet – zawodnik
- Danielle Goyette – zawodniczka
- Cammi Granato – zawodnik
- Mike Grant – zawodnik
- Shorty Green – zawodnik
- Jim Gregory – działacz
- Wayne Gretzky – zawodnik
- Silas Griffis – zawodnik
- Frank Griffiths – działacz

## H
- George Hainsworth – zawodnik
- Glenn Hall – zawodnik
- Joe Hall – zawodnik
- Bill Hanley – działacz
- Doug Harvey – zawodnik
- Dominik Hašek – zawodnik
- Dale Hawerchuk – zawodnik
- Bill Hay – działacz
- Charles Hay – działacz
- George Hay – zawodnik
- George Hayes – sędzia
- Geraldine Heaney – zawodniczka
- Jayna Hefford – zawodniczka
- Jim Hendy – działacz
- Riley Hern – zawodnik
- Bobby Hewiston – sędzia
- Foster Hewitt – działacz
- W.A. Hewitt – działacz
- Bryan Hextall – zawodnik
- Ken Holland – działacz
- Hap Holmes – zawodnik
- Tom Hooper – zawodnik
- Red Horner – zawodnik
- Marián Hossa – zawodnik
- Tim Horton – zawodnik
- Harley Hotchkiss – działacz
- Phil Housley – sędzia
- Gordie Howe – zawodnik
- Mark Howe – zawodnik
- Syd Howe – zawodnik
- Harry Howell – zawodnik
- Bobby Hull – zawodnik
- Brett Hull – zawodnik
- Fred Hume – działacz
- Bouse Hutton – zawodnik
- Harry Hyland – zawodnik

## I
- Jarome Iginla – zawodnik
- Mike Ilitch – działacz
- Punch Imlach – działacz
- Mickey Ion – sędzia
- Dick Irvin – zawodnik
- Tommy Ivan – działacz

## J
- Busher Jackson – zawodnik
- Jeremy Jacobs – działacz
- Aleksandr Jakuszew – zawodnik
- Angela James – zawodniczka
- William M. Jennings – działacz
- Bob Johnson – działacz
- Ching Johnson – zawodnik
- Moose Johnson – zawodnik
- Tom Johnson – zawodnik
- Aurel Joliat – zawodnik
- Gordon Juckes – działacz

## K
- Paul Kariya – zawodnik
- Peter Karmonos – działacz
- Duke Keats – zawodnik
- Red Kelly – zawodnik
- Ted Kennedy – zawodnik
- Dave Keon – zawodnik
- Walerij Charłamow – zawodnik
- John Kilpatrick – działacz
- Brian Kilrea – działacz
- Seymour Knox – działacz
- Jari Kurri – zawodnik

## L
- Elmer Lach – zawodnik
- Guy Lafleur – zawodnik
- Pat LaFontaine – zawodnik
- Newsy Lalonde – zawodnik
- Lou Lamoriello – zawodnik
- Rod Langway – zawodnik
- Jacques Laperriere – zawodnik
- Guy Lapointe – zawodnik
- Edgar Laprade – zawodnik
- Jack Laviolette – zawodnik
- Al Leader – działacz
- Bob Lebel – działacz
- Brian Leetch – działacz
- Hughie Lehman – zawodnik
- Jacques Lemaire – zawodnik
- Mario Lemieux – zawodnik
- Percy LeSueur – zawodnik
- Herbie Lewis – zawodnik
- Nicklas Lidström – zawodnik
- Ted Lindsay – zawodnik
- Eric Lindros – zawodnik
- Tommy Lockhart – działacz
- Paul Loicq – działacz
- Kevin Lowe – zawodnik
- Harry Lumley – zawodnik

## Ł
- Igor Łarionow – zawodnik

## M
- Al MacInnis – zawodnik
- Mickey MacKay – zawodnik
- Frank Mahovlich – zawodnik
- Siergiej Makarow – zawodnik
- Joe Malone – zawodnik
- Sylvio Mantha – zawodnik
- John Mariucci – działacz
- Jack Marshall – zawodnik
- Frank Mathers – działacz
- Steamer Maxwell – zawodnik
- Bill McCreary – sędzia
- Lanny McDonald – zawodnik
- Frank McGee – zawodnik
- Billy McGimsie – zawodnik
- Frederic McLaughlin – działacz
- George McNamara – zawodnik
- Mark Messier – zawodnik
- Stan Mikita – zawodnik
- Jake Milford – działacz
- Mike Modano – zawodnik
- Hartland Molson – działacz
- Dickie Moore – zawodnik
- Paddy Moran – zawodnik
- Howie Morenz – zawodnik
- Scotty Morrison – działacz
- Bill Mosienko – zawodnik
- Joe Mullen – zawodnik
- Larry Murphy – zawodnik
- Athol Murray – działacz

## N
- Václav Nedomanský – zawodnik
- Cam Neely – zawodnik
- Roger Neilson – działacz
- Francis Nelson – działacz
- Scott Niedermayer – zawodnik
- Joe Nieuwendyk – zawodnik
- Frank Nighbor – zawodnik
- Reg Noble – zawodnik
- Bruce Norris – działacz
- James D. Norris – działacz
- James E. Norris – działacz
- William Northey – działacz

## O
- Adam Oates – zawodnik
- Ambrose O’Brien – działacz
- Bud O’Connor – zawodnik
- Harry Oliver – zawodnik
- Bert Olmstead – zawodnik
- Brian O’Neill – działacz
- Willie O’Ree – działacz
- Bobby Orr – zawodnik

## P
- Fred Page – działacz
- Bernie Parent – zawodnik
- Brad Park – zawodnik
- Craig Patrick – działacz
- Frank Patrick – działacz
- Lester Patrick – zawodnik
- Lynn Patrick – zawodnik
- Matt Pavelich – sędzia
- Gilbert Perreault – zawodnik
- Lloyd Pettit – działacz
- Tommy Phillips – zawodnik
- Allan Pickard – działacz
- Pierre Pilote – zawodnik
- Rudy Pilous – działacz
- Didier Pitre – zawodnik
- Jacques Plante – zawodnik
- Bud Poile – działacz
- Sam Pollock – działacz
- Denis Potvin – zawodnik
- Babe Pratt – zawodnik
- Joe Primeau – zawodnik
- Chris Pronger – zawodnik
- Marcel Pronovost – zawodnik
- Bob Pulford – zawodnik
- Harvey Pulford – zawodnik

## Q
- Bill Quackenbush – zawodnik
- Pat Quinn – działacz

## R
- Frank Rankin – zawodnik
- Jean Ratelle – zawodnik
- Donat Raymond – działacz
- Chuck Rayner – zawodnik
- Ken Reardon – zawodnik
- Mark Recchi – zawodnik
- Henri Richard – zawodnik
- Maurice Richard – zawodnik
- George Richardson – zawodnik
- Gordon Roberts – zawodnik
- John Ross Robertson – działacz
- Claude Robinson – działacz
- Larry Robinson – zawodnik
- Luc Robitaille – zawodnik
- Mike Rodden – sędzia
- Art Ross – zawodnik
- Philip Ross – działacz
- Patrick Roy – zawodnik
- Angela Ruggiero – zawodniczka
- Blair Russel – zawodnik
- Ernie Russell – zawodnik
- Jim Rutherford – działacz
- Jack Ruttan – zawodnik

## S
- Günther Sabetzki – działacz
- Joe Sakic – zawodnik
- Börje Salming – zawodnik
- Glen Sather – działacz
- Denis Savard – zawodnik
- Serge Savard – zawodnik
- Terry Sawchuk – zawodnik
- Fred Scanlan – zawodnik
- Ray Scapinello – sędzia
- Milt Schmidt – zawodnik
- Sweeney Schriner – zawodnik
- Daryl Seaman – zawodnik
- Earl Seibert – zawodnik
- Oliver Seibert – zawodnik
- Teemu Selänne – zawodnik
- Frank J. Selke – działacz
- Brendan Shanahan – zawodnik
- Fred Shero – działacz
- Eddie Shore – zawodnik
- Steve Shutt – zawodnik
- Babe Siebert – zawodnik
- Bullet Joe Simpson – zawodnik
- Harry Sinden – działacz
- Darryl Sittler – zawodnik
- Cooper Smeaton – sędzia
- Alf Smith – zawodnik
- Billy Smith – zawodnik
- Clint Smith – zawodnik
- Frank Smith – działacz
- Hooley Smith – zawodnik
- Tommy Smith – zawodnik
- Conn Smythe – działacz
- Ed Snider – działacz
- Allan Stanley – zawodnik
- Barney Stanley – zawodnik
- Frederick Stanley, 16. hrabia Derby – działacz
- Peter Šťastný – zawodnik
- Gil Stein – zapowiedziany jako mający być przyjęty jako działacz, ale wycofany z powodu wykorzystywania pozycji do manipulowania głosami. Formalnie nigdy nie przyjęty.
- Scott Stevens – zawodnik
- Martin St. Louis – zawodnik
- Kim St-Pierre – zawodnik
- Black Jack Stewart – zawodnik
- Nels Stewart – zawodnik
- Red Storey – sędzia
- Bruce Stuart – zawodnik
- Hod Stuart – zawodnik
- Mats Sundin – zawodnik
- James T. Sutherland – działacz

## T
- Anatolij Tarasow – działacz
- Cyclone Taylor – zawodnik
- Tiny Thompson – zawodnik
- Bill Torrey – działacz
- Władisław Trietjak – zawodnik
- Harry Trihey – zawodnik
- Bryan Trottier – zawodnik
- Lloyd Turner – działacz
- William Tutt – działacz

## U
- Frank Udvari – sędzia
- Norm Ullman – zawodnik

## V
- Rogie Vachon – zawodnik
- Andy Van Hellemond – sędzia
- Georges Vézina – zawodnik
- Carl Voss – działacz

## W
- Fred Waghorne – działacz
- Jack Walker – zawodnik
- Marty Walsh – zawodnik
- Harry Watson – zawodnik
- Harry Watson – zawodnik
- Cooney Weiland – zawodnik
- Rat Westwick – zawodnik
- Frederick Whitcroft – zawodnik
- Hayley Wickenheiser – zawodniczka
- Doug Wilson – zawodnik
- Phat Wilson – zawodnik
- Arthur Wirtz – działacz
- Bill Wirtz – działacz
- Gump Worsley – zawodnik
- Roy Worters – zawodnik

## Y
- Jerry York – działacz
- Steve Yzerman – zawodnik

## Z
- John Ziegler – działacz
- Siergiej Zubow – zawodnik